# Борджиа, Стефано
Стефано Борджиа (итал. Stefano Borgia; 3 декабря 1731, Веллетри, Лацио, Папская область — 23 ноября 1804, Лион, Первая империя) — итальянский куриальный кардинал. Секретарь Священной Конгрегации Пропаганды Веры с 1770 по 1789. Камерленго Священной Коллегии кардиналов с 27 февраля 1792 по 17 июня 1793. Префект Священной конгрегации Индекса с 1796 по 18 августа 1802. Про-префект Священной Конгрегации Пропаганды Веры с 25 мая 1798 по 27 сентября 1800. Префект Священной Конгрегации Пропаганды Веры с 16 августа 1802 по 23 ноября 1804. Кардинал-священник с 30 марта 1789, с титулом церкви Сан-Клементе с 3 августа 1789 по 23 ноября 1804.
Итальянский антиквар, который прославился собирательством различных диковин, таких, как египетские древности и рукописи на древних языках.

## Биография
Происходил из относительно захудалой ветви рода Борджиа из итальянского городка Веллетри.
Племянник кардинала Алессандро Борджиа, который славился учёностью и состоял в переписке с Муратори.  На средства, полученные в том числе и от продажи наследства, приобретал редкие монеты и рукописи, преимущественно коптские. Привлёк к их изучению ведущих учёных своего времени, включая Вездина и Соэгу, который составил их каталог.
В 1797—1798 годах Борджиа исполнял обязанности наместника папской столицы и на короткое время был взят под стражу французами. В конце жизни возглавлял Конгрегацию Пропаганды Веры. Во время поездки в Париж на коронацию Наполеона умер в Лионе.

## Собрание
Разбирая рукописи Борджиа после смерти кардинала, Александр Гумбольдт обнаружил месоамериканский кодекс, давший название группе Борджиа. Среди наиболее ценных библейских рукописей из собрания Борджиа — коптский манускрипт Нового завета и фрагмент коптской рукописи V века с изображением Иова с дочерьми.
Значительная часть наследия кардинала была выставлена в музее Борджиа в Веллетри, пока он не был в XX веке объединен с Ватиканской библиотекой. Часть предметов ныне экспонируется в Этнологическом миссионерском музее в Ватикане. Многие библейские рукописи кардинала отошли к конгрегации евангелизации. Остальная часть собрания была продана его наследницей графиней Аделаидой Борджиа неаполитанским монархам. По прибытии в Неаполь эта коллекция была поделена между археологическим музеем (египетские древности) и библиотекой Бурбонов (рукописи).

## Источник
- Стефан Борджиа в Католической энциклопедии (1913)